# Haiden (Gemeinden Kirchschlag, Martinsberg, Ottenschlag)
Haiden (früher auch Haidhäuser) ist eine Streusiedlung in den Marktgemeinden Kirchschlag, Martinsberg und Ottenschlag im Bezirk Zwettl in Niederösterreich.
Die Streusiedlung erstreckt sich von Ottenschlag bis nach Martinsberg (hier der Katastralgemeinde Kleinpertholz zugeordnet), der Hauptteil befindet sich in Kirchschlag. Sie befindet sich auf einer Höhe von ca. 860 Metern, 2025 gab es 18 Wohnadressen auf dem Gemeindegebiet von Kirchschlag, 17 Wohnadressen auf dem Gemeindegebiet von Ottenschlag und 4 Wohnadressen auf dem Gebiet von Martinsberg. Im Ortsgebiet entspringt auch der Raxenbach, ein Zubringer der Großen Krems.

## Geschichte
Auf dem Gebiet der heutigen Streusiedlung befand sich noch im 18. Jahrhundert das Dorf Raxenbach sowie nordwestlich davon der Raxenhof, in der Josephinischen Landesaufnahme aus dem Jahr 1781 wird die Gegend als Auf der Haiden genannt.
Im Eintrag der Josephinischen Fassion aus Jahre 1786/87 gab es in der heutigen Ortslage ein Haus, das die Hausnummer Kirchschlag 18 trug und den Hausnamen Haid/Raxenbach trug.
In Folge der Theresianischen Reformen wurde der Ort dem Kreis Ober-Manhartsberg unterstellt und nach dem Umbruch 1848 war er bis 1867 dem Amtsbezirk Ottenschlag zugeteilt.
Nach der Entstehung der Ortsgemeinden 1849 wurde die Streusiedlung, welche bis dahin als Hayden der Herrschaft Gutenbrunn unterstand, als Haidhäuser auf die neugegründeten Gemeinden Weixelberg, Kirchschlag und Ottenschlag aufgeteilt.
Am 1. Jänner 1970 wurde der Ortsteil Haiden durch die Auflösung der Gemeinde Weixelberg ein Teil der Gemeinde Martinsberg.